# Okzidentaler Rationalismus
Okzidentaler Rationalismus ist eine Begriffsprägung des deutschen Soziologen und Nationalökonomen Max Weber (1864–1920). Damit meint er den neuen originär westlichen Kulturtypus, der seit der Renaissance zunehmend auf Rationalismus und Säkularismus basiert. Seine Entstehung ist nach Weber die zentrale Voraussetzung für die Ausprägung und Ausbreitung des Kapitalismus in der Frühen Neuzeit. Weber stellte eingangs seiner Gesammelten Aufsätze zur Religionssoziologie (erschienen 1920) die Frage nach den Ursachen der westlichen Entwicklung in Bezug auf die Entstehung eines rationalistisch-bürokratisch geprägten kapitalistischen Geistes:

„[W]elche Verkettung von Umständen hat dazu geführt, daß gerade auf dem Boden des Okzidents, und nur hier, Kulturerscheinungen auftraten, welche doch – wie wenigstens wir uns gerne vorstellen – in einer Entwicklungsrichtung von universeller Bedeutung und Gültigkeit lagen?“

Seine Antwort lautete: „Nur im Okzident gibt es ‚Wissenschaft‘ in dem Entwicklungsstadium, welches wir heute als ‚gültig‘ erkennen“.
Weber beschrieb die Entstehung des okzidentalen Rationalismus durch einen Prozess, den er als die „Entzauberung der Welt“ bezeichnete. Es handelt sich dabei um einen Intellektualisierungsprozess, einen Prozess der Modernisierung, vorrangig der Wirtschaft und der Gesellschaft, von einer von feudal-traditionalen Wirtschafts- und Herrschaftsstrukturen geprägten Gesellschaft hin zu einer bürokratisch organisierten kapitalistischen Industriegesellschaft auf der Basis von Rationalisierung und Technisierung.

## Einzelnachweis
1. 1 2  Max Weber: Gesammelte Aufsätze zur Religionssoziologie I. Tübingen 1988 (Erstauflage Tübingen 1920), S. 1.